# Europe Badminton Circuit
Het Europe Badminton Circuit (voorheen: Europian Badminton Union Circuit, afgekort: BE Circuit) is een reeks Europese toernooien waarbij de deelnemers punten verdienen voor de Circuit Ranking. De toernooien worden georganiseerd door Badminton Europe.
Het toernooi is in 1987 in het leven geroepen door de toenmalige Europese Badminton Unie, om de bestaande Europese toernooien mee te laten tellen een Europees classificatiesysteem. De eerste twee jaar van het Circuit werd de winnaar bepaald op basis van de punten behaald tijdens de verschillende toernooien, na die eerste twee jaar werd de winnaar voor een periode van drie jaar bekend via de BE Circuit Finals. Echter na deze drie jaar is men weer teruggegaan op het oude systeem waarbij de badmintonner, badmintonster of het koppel met de meeste punten de winnaar is. De Circuit Final kwam weer terug in het seizoen 2007/08, 2008/09 en 2009/10, om vervolgens na deze drie seizoenen opnieuw te verdwijnen.

## Winnaars
| Seizoen | Mannen enkel           | Vrouwen enkel      | Mannen dubbel                            | Vrouwen dubbel                       | Gemengd dubbel                       |
| ------- | ---------------------- | ------------------ | ---------------------------------------- | ------------------------------------ | ------------------------------------ |
| 1987/88 | Klaus Fischer          | Bożena Siemieniec  | niet gespeeld                            | niet gespeeld                        | niet gespeeld                        |
| 1988/89 | Klaus Fischer          | Diana Koleva       | niet gespeeld                            | niet gespeeld                        | niet gespeeld                        |
| 1989/90 | Thomas Stuer-Lauridsen | Elena Rybkina      | niet gespeeld                            | niet gespeeld                        | niet gespeeld                        |
| 1990/91 | Andrei Antropov        | Elena Rybkina      | niet gespeeld                            | niet gespeeld                        | niet gespeeld                        |
| 1991/92 | Anders Nielsen         | Elena Rybkina      | niet gespeeld                            | niet gespeeld                        | niet gespeeld                        |
| 1992/93 | Peter Bush             | Alison Humby       | Andrey Antropov Nikolay Zuev             | Joanne Davies Tanya Groves           | Heinz Fischer Irina Serova           |
| 1993/94 | Hannes Fuchs           | Irina Serova       | Jan Jørgensen niet bekend                | Rikke Olsen niet bekend              | Valerij Streltsov niet bekend        |
| 1994/95 | Henrik Sørensen        | Margit Borg        | Damian Pławecki Robert Mateusiak         | Maria Bengtsson Margit Borg          | Manuel Dubrulle niet bekend          |
| 1995/96 | Rikard Magnusson       | Michelle Rasmussen | Nathan Robertson niet bekend             | Mette Schjoldager niet bekend        | Nathan Robertson niet bekend         |
| 1996/97 | Daniel Eriksson        | Tanja Berg         | Jonas Rasmussen niet bekend              | Ann-Lou Jørgensen niet bekend        | Jonas Rasmussen Ann-Lou Jørgensen    |
| 1997/98 | Niels Christian Kaldau | Maja Pohar         | James Anderson                           | Rebecca Pantaney niet bekend         | Andrej Pohar Maja Pohar              |
| 1998/99 | Ruud Kuijten           | Ella Diehl         | Anthony Clark Ian Sullivan               | Lorraine Cole Tracy Dineen           | Anthony Clark Lorraine Cole          |
| 1999/00 | Kasper Ødum            | Sandra Dimbour     | niet bekend                              | niet bekend                          | niet bekend                          |
| 2000/01 | Przemysław Wacha       | Tracey Hallam      | Mathias Boe niet bekend                  | Lene Mørk Britta Andersen            | Britta Andersen niet bekend          |
| 2001/02 | Bobby Milroy           | Petya Nedelcheva   | Manuel Dubrulle niet bekend              | Karina Sørensen niet bekend          | Kirsteen McEwan niet bekend          |
| 2002/03 | Kasperi Salo           | Petya Nedelcheva   | Stanislav Pukhov Nikolay Zuev            | Natalia Gorodnicheva niet bekend     | Nikolay Zuev Marina Yakusheva        |
| 2003/04 | Antti Viitikko         | Petya Nedelcheva   | Svetoslav Stoyanov niet bekend           | Neli Boteva Petya Nedelcheva         | Simon Archer Donna Kellogg           |
| 2004/05 | Nathan Rice            | Yuan Wemyss        | Imanuel Hirschfeld niet bekend           | Jenny Day niet bekend                | Fredrik Bergström Johanna Persson    |
| 2005/06 | Przemysław Wacha       | Petya Nedelcheva   | Simon Mollyhus Anders Kristiansen        | Emma Mason Imogen Bankier            | Jenny Wallwork niet bekend           |
| 2006/07 | Jens-Kristian Leth     | Jill Pittard       | Imanuel Hirschfeld niet bekend           | Emma Mason Imogen Bankier            | Christinna Pedersen niet bekend      |
| 2007/08 | Marc Zwiebler          | Juliane Schenk     | Kristof Hopp Ingo Kindervater            | Ekaterina Ananina Anastasia Russkikh | Alexandr Nikolaenko Nina Vislova     |
| 2008/09 | Rajiv Ouseph           | Rachel van Cutsen  | Jürgen Koch Peter Zauner                 | Emelie Lennartsson Emma Wengberg     | Vitalij Durkin Nina Vislova          |
| 2009/10 | Rune Ulsing            | Ella Diehl         | Mads Conrad-Petersen Mads Pieler Kolding | Maria Helsbøl Anne Skelbæk           | Robin Middleton Mariana Agathangelou |
| 2010/11 | Pablo Abián            | Larisa Griga       | Marcus Ellis Peter Mills                 | Mariya Ulitina Natalya Voytsekh      | Valeriy Atrashchenkov Elena Prus     |
| 2011/12 | Przemysław Wacha       | Olga Konon         | Vladimir Ivanov Ivan Sozonov             | Heather Olver Mariana Agathangelou   | Sam Magee Chloe Magee                |

1987/88 · 1988/89 · 1989/90 · 1990/91 · 1991/92 · 1992/93 · 1993/94 · 1994/95 · 1995/96 · 1996/97 · 1997/98 · 1998/99 · 1999/00 · 2000/01 · 2001/02 · 2002/03 · 2003/04 · 2004/05 · 2005/06 · 2006/07 · 2007/08 · 2008/09 · 2009/10 · 2010/11 · 2011/12 ·